# Dance Monkey
Dance Monkey is een nummer van de Australische zangeres Tones and I, uitgebracht op 10 mei 2019 als de tweede single van Tones and I's debuut-ep The Kids Are Coming. Het nummer gaat over de verwachtingen die worden gesteld aan muzikale artiesten. Het nummer haalde al de eerste plaats in Australië, Denemarken, Finland, Ierland, Noorwegen en Zweden en bereikte de top 10 in Duitsland en Nieuw-Zeeland. In België en Nederland kreeg het nummer een duwtje in de rug door een week big hit te zijn op MNM in België en een Alarmschijf in Nederland. Op 3 januari 2020 evenaarde de single het record van langste nummer 1 voor een vrouwelijke artieste, dat eerder verbroken werd door Davina Michelle.

## Videoclip
De muziekvideo werd geproduceerd door Visible Studios, geregisseerd door Liam Kelly en Nick Kozakis en uitgebracht op 24 juni 2019.

## Hitnoteringen

### Ultratop 50 Vlaanderen
| Hitnotering: 07-19-2019 t/m 24-10-2020 05-12-2020 t/m 16-01-2021 | Hitnotering: 07-19-2019 t/m 24-10-2020 05-12-2020 t/m 16-01-2021 | Hitnotering: 07-19-2019 t/m 24-10-2020 05-12-2020 t/m 16-01-2021 | Hitnotering: 07-19-2019 t/m 24-10-2020 05-12-2020 t/m 16-01-2021 | Hitnotering: 07-19-2019 t/m 24-10-2020 05-12-2020 t/m 16-01-2021 | Hitnotering: 07-19-2019 t/m 24-10-2020 05-12-2020 t/m 16-01-2021 | Hitnotering: 07-19-2019 t/m 24-10-2020 05-12-2020 t/m 16-01-2021 | Hitnotering: 07-19-2019 t/m 24-10-2020 05-12-2020 t/m 16-01-2021 | Hitnotering: 07-19-2019 t/m 24-10-2020 05-12-2020 t/m 16-01-2021 | Hitnotering: 07-19-2019 t/m 24-10-2020 05-12-2020 t/m 16-01-2021 | Hitnotering: 07-19-2019 t/m 24-10-2020 05-12-2020 t/m 16-01-2021 | Hitnotering: 07-19-2019 t/m 24-10-2020 05-12-2020 t/m 16-01-2021 | Hitnotering: 07-19-2019 t/m 24-10-2020 05-12-2020 t/m 16-01-2021 | Hitnotering: 07-19-2019 t/m 24-10-2020 05-12-2020 t/m 16-01-2021 | Hitnotering: 07-19-2019 t/m 24-10-2020 05-12-2020 t/m 16-01-2021 | Hitnotering: 07-19-2019 t/m 24-10-2020 05-12-2020 t/m 16-01-2021 | Hitnotering: 07-19-2019 t/m 24-10-2020 05-12-2020 t/m 16-01-2021 | Hitnotering: 07-19-2019 t/m 24-10-2020 05-12-2020 t/m 16-01-2021 | Hitnotering: 07-19-2019 t/m 24-10-2020 05-12-2020 t/m 16-01-2021 | Hitnotering: 07-19-2019 t/m 24-10-2020 05-12-2020 t/m 16-01-2021 | Hitnotering: 07-19-2019 t/m 24-10-2020 05-12-2020 t/m 16-01-2021 | Hitnotering: 07-19-2019 t/m 24-10-2020 05-12-2020 t/m 16-01-2021 | Hitnotering: 07-19-2019 t/m 24-10-2020 05-12-2020 t/m 16-01-2021 | Hitnotering: 07-19-2019 t/m 24-10-2020 05-12-2020 t/m 16-01-2021 | Hitnotering: 07-19-2019 t/m 24-10-2020 05-12-2020 t/m 16-01-2021 | Hitnotering: 07-19-2019 t/m 24-10-2020 05-12-2020 t/m 16-01-2021 | Hitnotering: 07-19-2019 t/m 24-10-2020 05-12-2020 t/m 16-01-2021 |
| Week:                                                            | 1                                                                | 2                                                                | 3                                                                | 4                                                                | 5                                                                | 6                                                                | 7                                                                | 8                                                                | 9                                                                | 10                                                               | 11                                                               | 12                                                               | 13                                                               | 14                                                               | 15                                                               | 16                                                               | 17                                                               | 18                                                               | 19                                                               | 20                                                               | 21                                                               | 22                                                               | 23                                                               | 24                                                               | 25                                                               |                                                                  |
| ---------------------------------------------------------------- | ---------------------------------------------------------------- | ---------------------------------------------------------------- | ---------------------------------------------------------------- | ---------------------------------------------------------------- | ---------------------------------------------------------------- | ---------------------------------------------------------------- | ---------------------------------------------------------------- | ---------------------------------------------------------------- | ---------------------------------------------------------------- | ---------------------------------------------------------------- | ---------------------------------------------------------------- | ---------------------------------------------------------------- | ---------------------------------------------------------------- | ---------------------------------------------------------------- | ---------------------------------------------------------------- | ---------------------------------------------------------------- | ---------------------------------------------------------------- | ---------------------------------------------------------------- | ---------------------------------------------------------------- | ---------------------------------------------------------------- | ---------------------------------------------------------------- | ---------------------------------------------------------------- | ---------------------------------------------------------------- | ---------------------------------------------------------------- | ---------------------------------------------------------------- | ---------------------------------------------------------------- |
| Positie:                                                         | 13                                                               | 3                                                                | 2                                                                | 1                                                                | 1                                                                | 1                                                                | 1                                                                | 1                                                                | 1                                                                | 1                                                                | 1                                                                | 1                                                                | 1                                                                | 1                                                                | 1                                                                | 1                                                                | 1                                                                | 1                                                                | 1                                                                | 1                                                                | 2                                                                | 3                                                                | 2                                                                | 3                                                                | 4                                                                |                                                                  |
| Week:                                                            | 26                                                               | 27                                                               | 28                                                               | 29                                                               | 30                                                               | 31                                                               | 32                                                               | 33                                                               | 34                                                               | 35                                                               | 36                                                               | 37                                                               | 38                                                               | 39                                                               | 40                                                               | 41                                                               | 42                                                               | 43                                                               | 44                                                               | 45                                                               | 46                                                               | 47                                                               | 48                                                               | 49                                                               | 50                                                               |                                                                  |
| Positie:                                                         | 2                                                                | 7                                                                | 5                                                                | 7                                                                | 6                                                                | 8                                                                | 10                                                               | 18                                                               | 23                                                               | 22                                                               | 31                                                               | 24                                                               | 21                                                               | 25                                                               | 27                                                               | 34                                                               | 33                                                               | 30                                                               | 37                                                               | 38                                                               | 39                                                               | 37                                                               | 32                                                               | 38                                                               | 39                                                               |                                                                  |
| Week:                                                            | 51                                                               | 52                                                               | 53                                                               | 54                                                               | 55                                                               | 56                                                               | 57                                                               | 58                                                               | 59                                                               | 60                                                               |                                                                  | 61                                                               | 62                                                               | 63                                                               | 64                                                               | 65                                                               | 66                                                               | 67                                                               |                                                                  |                                                                  |                                                                  |                                                                  |                                                                  |                                                                  |                                                                  |                                                                  |
| Positie:                                                         | 36                                                               | 36                                                               | 39                                                               | 39                                                               | 40                                                               | 48                                                               | 49                                                               | 46                                                               | 48                                                               | 38                                                               | uit                                                              | 49                                                               | 33                                                               | 50                                                               | 44                                                               | 26                                                               | 38                                                               | 46                                                               | uit                                                              |                                                                  |                                                                  |                                                                  |                                                                  |                                                                  |                                                                  |                                                                  |

### NPO Radio 2 Top 2000
| Nummer met noteringen in de NPO Radio 2 Top 2000 | '19  | '20  | '21  |
| ------------------------------------------------ | ---- | ---- | ---- |
| Dance Monkey                                     | 1348 | 1149 | 1966 |

1. ↑  Een vetgedrukt getal geeft de hoogste notering aan.
2. ↑  2019 was het eerste jaar met een notering voor dit nummer.
3. ↑  Deze tabel is bijgewerkt tot en met de laatste editie (2024).